# Hispo bipartita
Hispo bipartita är en spindelart som beskrevs av Simon 1903. Hispo bipartita ingår i släktet Hispo och familjen hoppspindlar. Inga underarter finns listade i Catalogue of Life.